# Farol do Bazaruto
O farol do Bazaruto, é um farol Moçambicano localizado no Cabo Bazaruto, na extremidade norte da ilha de mesmo nome, no distrito de Inhassoro, província de Inhambane.
Torre cilindrica em alvenaria, com 26 metros, pintada de branco com edifícios adjacentes.

## História
Na grande lanterna, esteve instalado desde 1913 um aparelho ótico hiper-radiante de Fresnel, uma das cerca de duas dúzias que foram fabricadas em todo o mundo, mas em 1985 já havia relatos de que, embora instalada na torre, se encontrava inoperacional desde há largos anos e em muito mau estado de conservação. Um inquérito realizado em 2000 por um investigador da história dos faróis, apontava para a existência de apenas nove aparelhos ópticos hiper-radiantes a funcionar em todo o mundo.
Em Fevereiro de 2007 a passagem do ciclone tropical Favio que causou grande destruição, terá posto fim a este belo equipamento, um dos sobreviventes da tecnologia, e da arte do século XIX, que se terá perdido para sempre.

### Dados cronológicos
- 1893 - Anuncio da construção de um farol no cabo Bazaruto
- 1894 - Início do funcionamento do primeiro farol
- 1897 - Apagamento do farol por não responder às necessidades da navegação
- 1910 - Início da construção do novo farol
- 1913 - Entrada em funcionamento, com uma aparelho BBT, lente catadióptrica de 1 330 mm
- 1922 - Passou a funcionar com luz de incandescência
- 1926 - Inicio do funcionmento de uma estação radiotelegráfica
- 1985 - O farol estaria já apagado
- 1996 - Reabilitado, com instalação de um aparelho PRB-46 MKII
- 2007 - Fevereiro, o farol foi severamente danificado pelo Ciclone Tropical Favio.[5]
- 2008 - O farol parece abandonado, sem sinais do primitiva aparelho BTT, nem do posterior PRB-46 MKII

## Informações
- Operacional: Sim
- Acesso: Em 4x4 ou caminhada desde os empreendimentos turísticos.
- Aberto ao público: Só área envolvente.